# Schusswaffensicherung
Schusswaffensicherung ist eine technische Vorkehrung bei einer Schusswaffe, die eine ungewollte Schussabgabe verhindern soll. Die Sicherheitsmerkmale unterscheiden sich je nach Art der Waffe (z. B. Revolver oder Automatische Schusswaffe) und konkretem Modell.
Die rechtlichen Regelungen für Schusswaffensicherungen sind unterschiedlich. Während beispielsweise das deutsche Waffengesetz diesbezüglich nicht reglementiert, haben manche Bundesstaaten der Vereinigten Staaten, vor allem Kalifornien, explizite rechtliche Regelungen.

## Abzugsbügel

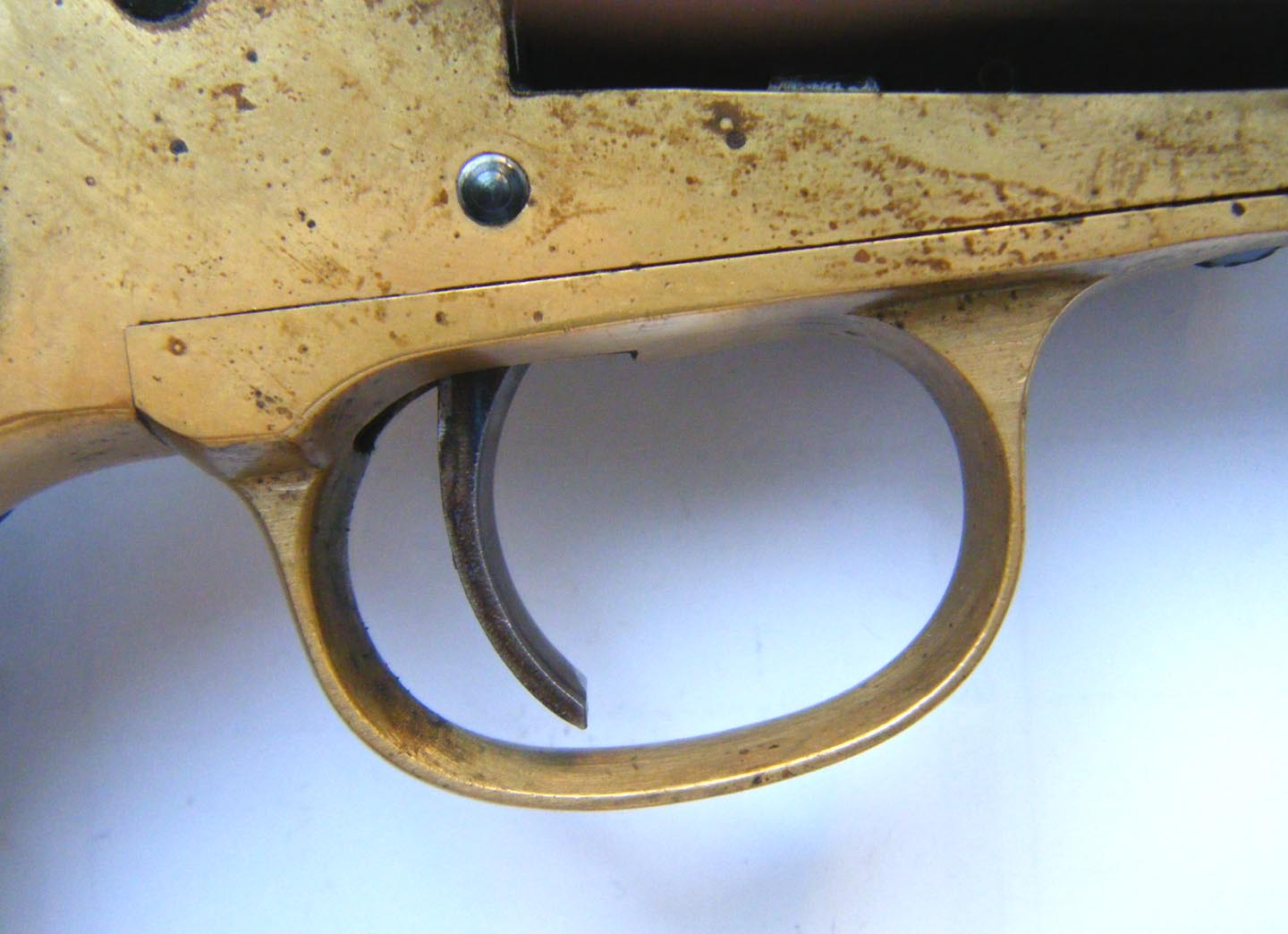
Abzugsbügel schützt den Abzug

Der Abzugsbügel schützt den Abzugszüngel gegen ungewollte Berührung und damit gegen unbeabsichtigte Schussauslösung.

## Abzugsgewicht
Jeder Abzug hat mit dem Abzugsgewicht einen Widerstand, der überwunden werden muss, um einen Schuss auszulösen. Bei Gebrauchswaffen sind es in der Regel 20–30 N, im Double Action Modus bis zu 70 N. Bei Sportwaffen, die nur am Schießstand benutzt werden, können die Abzugsgewichte deutlich geringer sein.

## Manuelle Sicherung

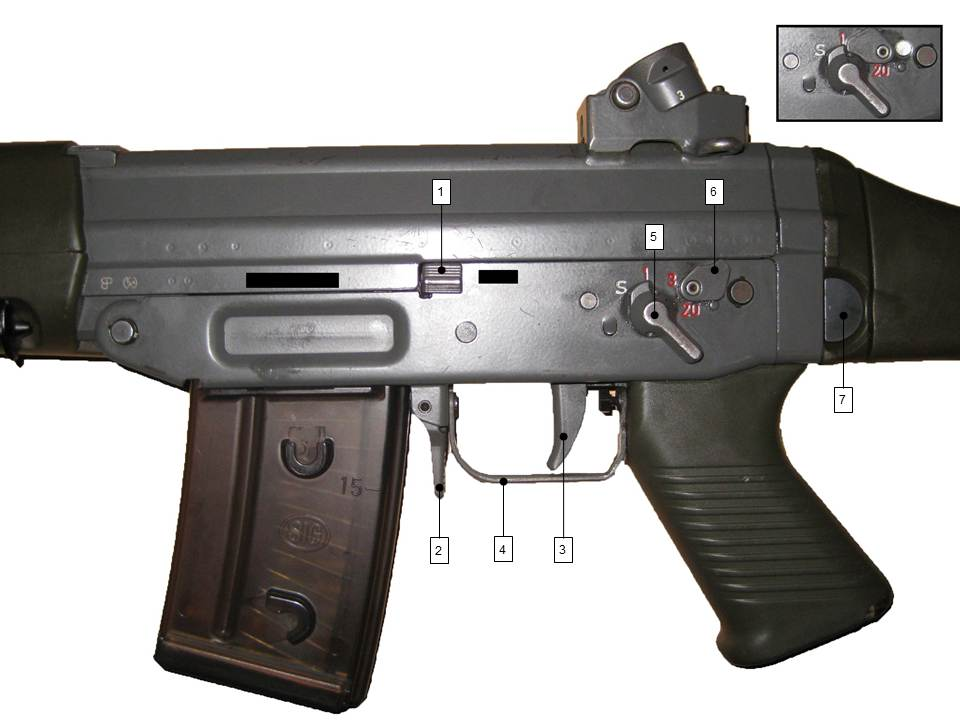
Sicherungs- und Feuerwahlhebel, SIG 550: S – Sicher, 1 – Einzelschuss, 3 – Feuerstoß drei Schuss, 20 – Dauerfeuer

Eine manuelle Sicherung blockiert den Abzugsweg. Sie kann auf verschiedene Teile des Abzugs wie das Abzugszüngel, die Abzugsstange oder die Schlageinrichtung wirken. Je näher an der Patrone die Sicherung wirkt, desto zuverlässiger wirkt sie auch als Fallschutz. Moderne Waffen sichern daher die Schlageinrichtung (Schlagstück, -bolzen oder -stift).
Eine manuelle Sicherung kann über verschiedene Bedienkonzepte aktiviert und deaktiviert werden, z. B. ein Flügel-, Hebel-, Schiebe- oder Drehelement. Die Beschriftung lautet vielmals S bzw. F für Sicher/Safe bzw. Feuer/Fire. Manchmal signalisiert auch eine rote Markierung die Feuerbereitschaft.
Bei vielen vollautomatischen Schusswaffen ist der Sicherungshebel mit dem Feuerwahlhebel kombiniert. Eine weitere Variante ist, das gleiche Bedienelement auch als Entspannhebel zu verwenden, so dass beim Sichern automatisch die Schlageinrichtung entspannt wird.

## Abzugssicherung

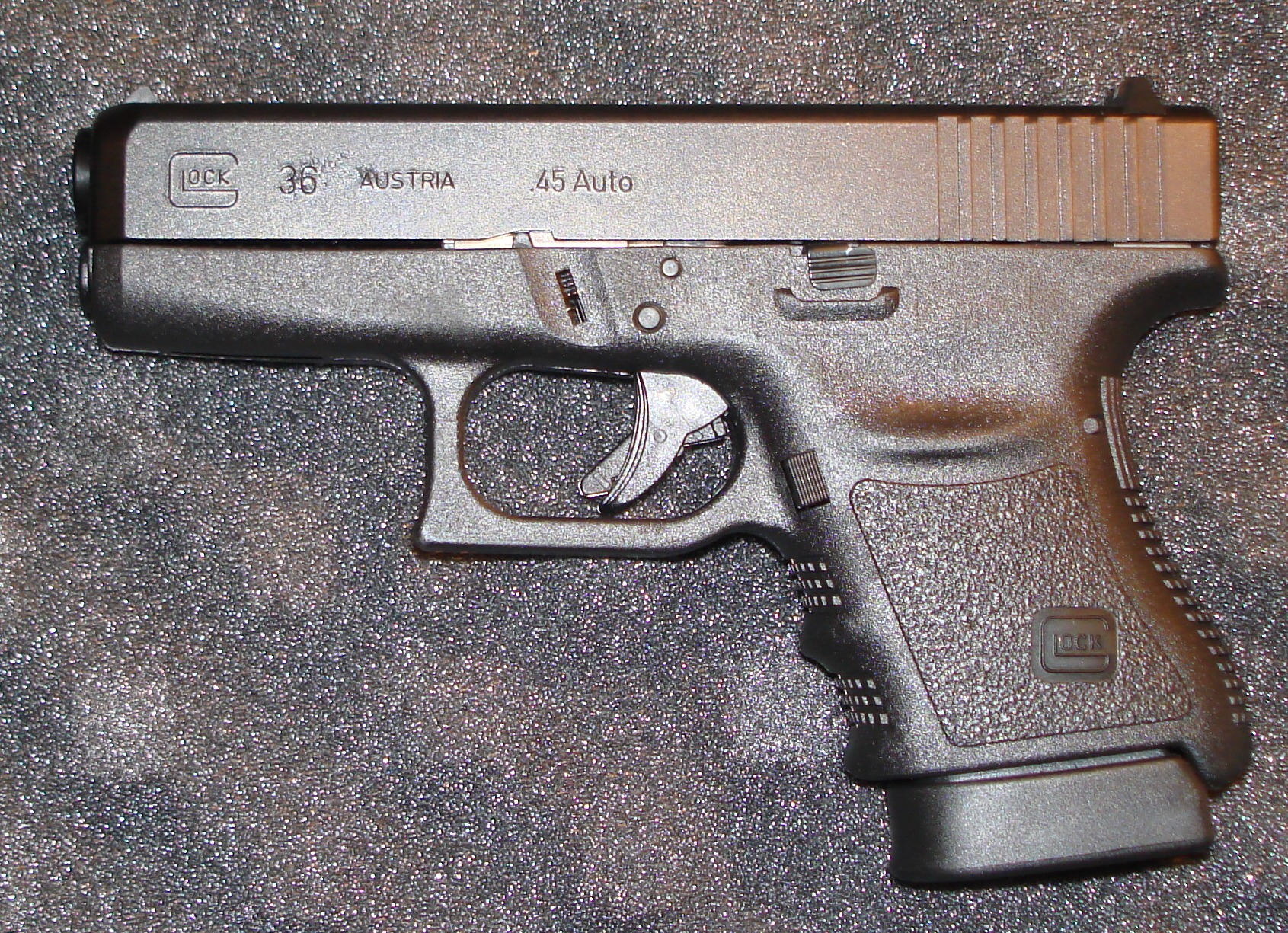
Abzugssicherung, Glock 36

Die Abzugssicherung ist ein zusätzlicher Hebel, der in das Abzugszüngel integriert ist. Dabei muss der Finger auf das Abzugszüngel gelegt werden, um die Abzugssicherung zu entsichern, erst dann kann das Abzugszüngel betätigt werden. Diese Art der Sicherung wurde nicht zuerst bei der Glock-Pistole verwendet, sondern ist schon bei einigen Revolvermodellen des Waffenherstellers Iver Johnson Arms Ende des 19. Jahrhunderts anzutreffen.

## Griffsicherung

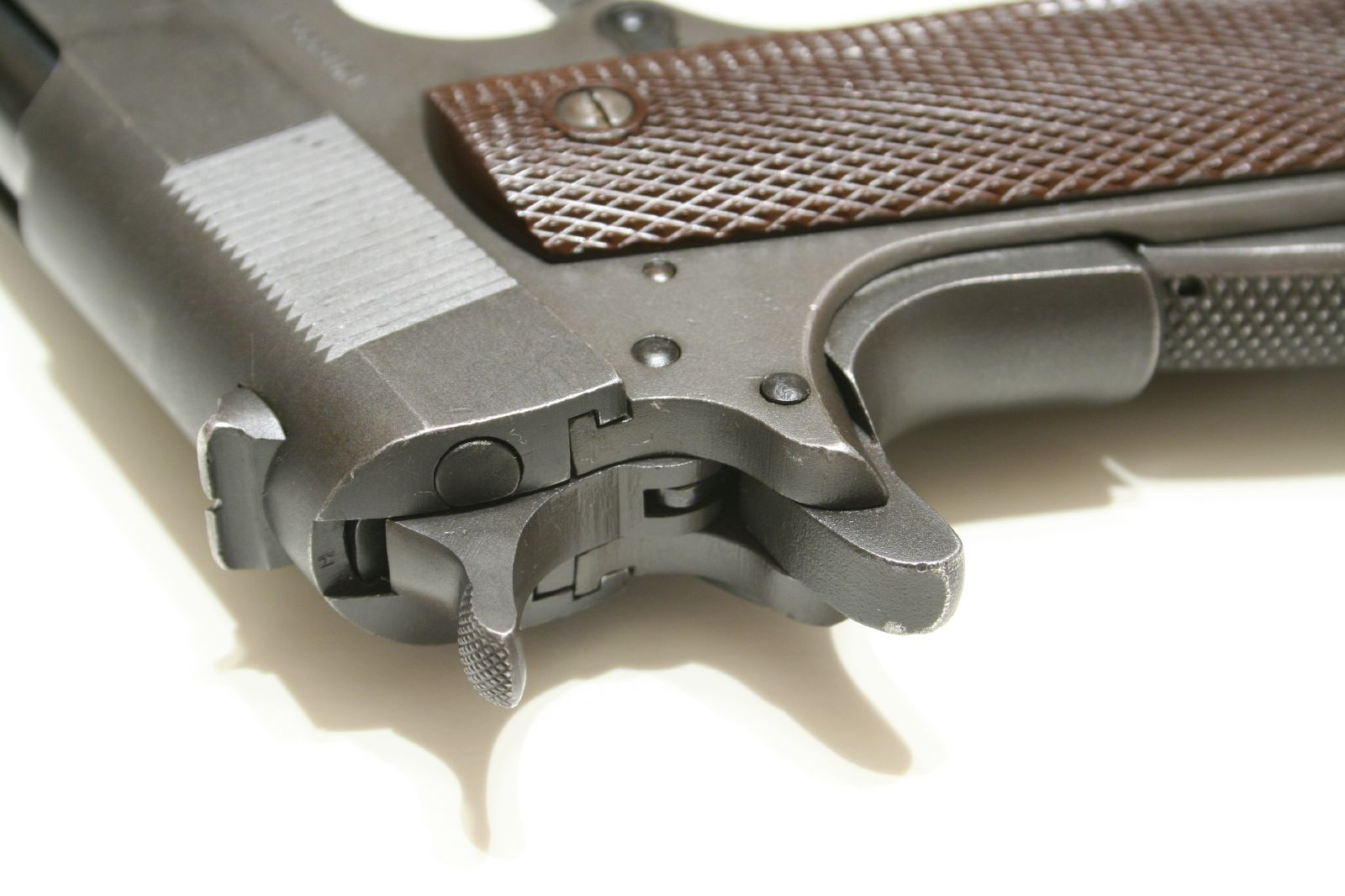
Griffsicherung, Colt M1911

Eine Griffsicherung befindet sich im Griff der Waffe. Um die Waffe zu entsichern, muss ein Sicherungselement mit dem Handballen heruntergedrückt werden. Das Drücken des Sicherungselements passiert automatisch, wenn man den Griff mit der Hand umfasst. Ursprünglich wurde die Griffsicherung als Kindersicherung in den 1880ern entwickelt. Griffsicherungen werden in der Regel zusätzlich zu manuellen Sicherungen verbaut.

## Lade-, Halb- bzw. Sicherheitsraste des Hahns

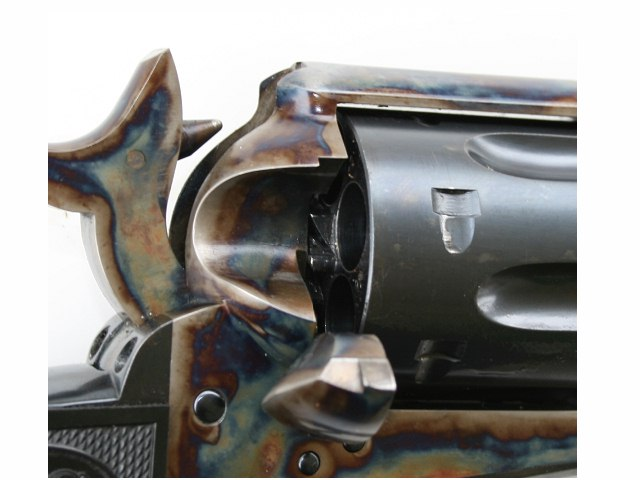
Hahn in Halbraste, Colt Single Action Army

Schusswaffen mit offenliegendem Schlaghahn verfügen oft über eine Lade- bzw. Halbraste als Sicherungseinrichtung. Die Halbrast kam mit dem Steinschloss auf. Sie ermöglicht, neben der Ruhestellung und dem im schussbereiten Zustand des Hahns, eine dritte Stellung dazwischen, oft nur wenige Millimeter von der Ruhestellung. Ist der Hahn auf Halbrast, dann ist der Abzug blockiert und die Waffe kann nicht abgeschossen werden. Primär wurde die Halbrast als Sicherung während des Ladevorgangs genutzt. Beim Laden musste der Hahn von der Ruhestellung weg bewegt werden um das Zündkraut auf die Pfanne geben zu können. Die Halbrast war nicht unbedingt als dauerhafte Sicherung gedacht, denn bei vielen einfachen Waffen kann sie beim Stoß oder Fall trotzdem auslösen. Das Steinschloss wurde zum Perkussionsschloss entwickelt, die Halbrast blieb, denn zum Laden musste das Anzündhütchen auf das Piston gelegt werden. Auch bei Single-Action-Revolvern war die Halbraste zunächst notwendig, damit beim Laden und Entladen die Trommel frei rotiert werden konnte, ohne dazu den Hahn schussbereit spannen zu müssen, was ein Schussrisiko darstellen würde. Ihre Stellung war oft nur wenige Millimeter von der Ruhestellung entfernt. Die Halbraste wurde im praktischen Gebrauch oft genutzt, um einen vollständig geladenen Single-Action-Revolver sicher tragen zu können. Beim Winchester-Modell 1894 ist die Halbraste als dezidierte Sicherung vorgesehen. Auch für Selbstladepistolen ist die Halbraste eine wichtige Sicherungseinrichtung. Wenn der Hahn einer Pistole ohne Halbrasteinrichtung per Hand gespannt wird, besteht die Gefahr der unbeabsichtigten Schussabgabe, sollte der Schütze mit dem Finger vom Hahn abrutschen, bevor er vollständig gespannt ist. Eine Halbrasteinrichtung kann in einem solchen Fall den Hahn abfangen und die Schussabgabe verhindern. Eine solche Halbrasteinrichtung zur Sicherung gegen einen unbeabsichtigt fallenden Hahn wird auch als Sicherheitsraste bezeichnet. Vor dem Hintergrund dieses Gedankens wurde beispielsweise bei der SIG P210, die in frühen Ausführungen nicht über eine Halbraste verfügte, nachträglich eine Sicherheitsraste als Sicherung ergänzt.

## Fallsicherung
Eine Fallsicherung verhindert die unbeabsichtigte Schussabgabe, wenn ein starker Impuls (Aufprall oder Stoß) auf die Waffe einwirkt. Sie wirkt, indem sie die Schlageinrichtung blockiert, solange der Abzug nicht betätigt wird. Frühe Handwaffen hatten keine Fallsicherungen. Bei frühen Revolvern lag im entspannten Zustand der Zündstift des Hahns auf dem Zündhütchen der Patrone auf. Der Impuls des Aufpralls konnte den Hahn so weit beschleunigen, dass der Zündstift genügend Kraft auf das Zündhütchen ausübte, um es zu zünden. Als Sicherheitsvorkehrung wurde daher die Kammer der Revolvertrommel unter dem Hahn nicht mit einer Patrone geladen. Revolver bekamen Anfang des 20. Jahrhunderts Fallsicherungen. Doch auch moderne, auf günstige Produktionskosten ausgerichtete Modelle können über ungenügende Fallsicherungen verfügen. Pistolen wurden erst gegen Ende des 20. Jahrhunderts richtig fallsicher.

## Magazinsicherung
Die Magazinsicherung verhindert die Schussabgabe, wenn das Magazin nicht eingelegt ist, auch wenn sich eine bereits geladene Patrone im Patronenlager befindet. Der Grund für diese Sicherung ist, dass bei vielen Zwischenfällen die Waffenbenutzer von einer Ungefährlichkeit der Waffe nach Entfernung des Magazins ausgingen, obwohl die Patrone im Patronenlager trotzdem abgefeuert werden konnte. Von Teilen der Waffenbesitzer wird diese Sicherheitsvorkehrung abgelehnt. Sie argumentieren mit der Notwendigkeit einer Schussabgabe, auch wenn das Magazin entfernt ist.
Zusammen mit der Magazinsicherung wird die Ladezustandsanzeige (siehe unten) diskutiert. Die Ladezustandsanzeige bietet eine andere Möglichkeit, die Gefährlichkeit der Waffe durch die geladene Patrone in der Patronenkammer anzuzeigen.

## Ladezustandsanzeige

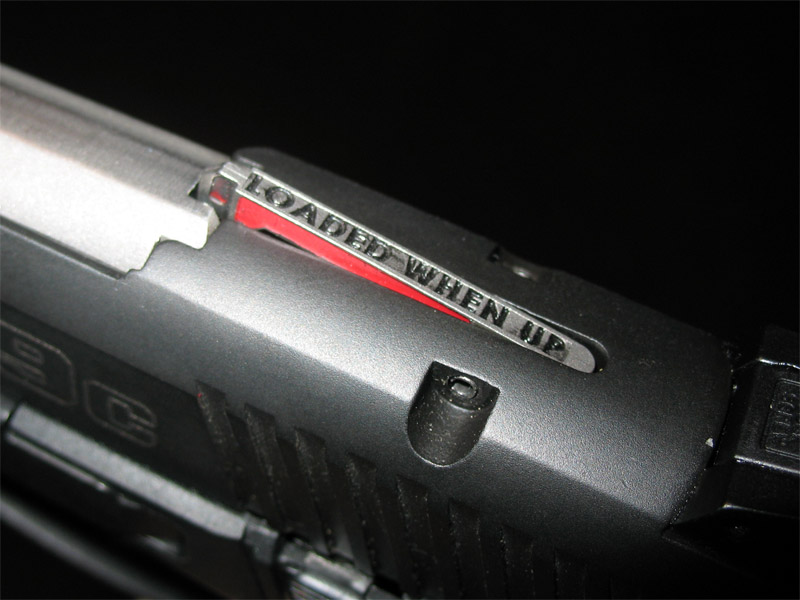
Ladezustandsanzeige, Ruger SR9

Die Ladezustandsanzeige zeigt an, ob sich eine Patrone in der Patronenkammer befindet und die Pistole somit potentiell gefährlich ist. Das erste Patent auf solche Vorrichtung wurde 1888 angemeldet; Anfang des 20. Jahrhunderts besaßen einige Pistolen diese Eigenschaft. Es gibt unterschiedliche technische Ausführungen, z. B. als hervorstehender Stift oder als farbige Anzeige. Die Verschiedenheit der technischen Ausführungen ist ein Nachteil, da nicht alle Benutzer jede Form der Anzeige verstehen. Deswegen gibt es in den USA Bestrebungen, die Ladezustandsanzeige zu standardisieren. Das Government Accountability Office geht davon aus, dass etwa 20 % der Todesfälle aufgrund ungewollter Schussabgabe mit einer Ladezustandsanzeige verhindert werden könnten. Da diese Sicherheitsvorkehrungen die Waffen teurer machen, werden sie von den Waffenherstellern nicht standardmäßig angeboten.

## Entspanner

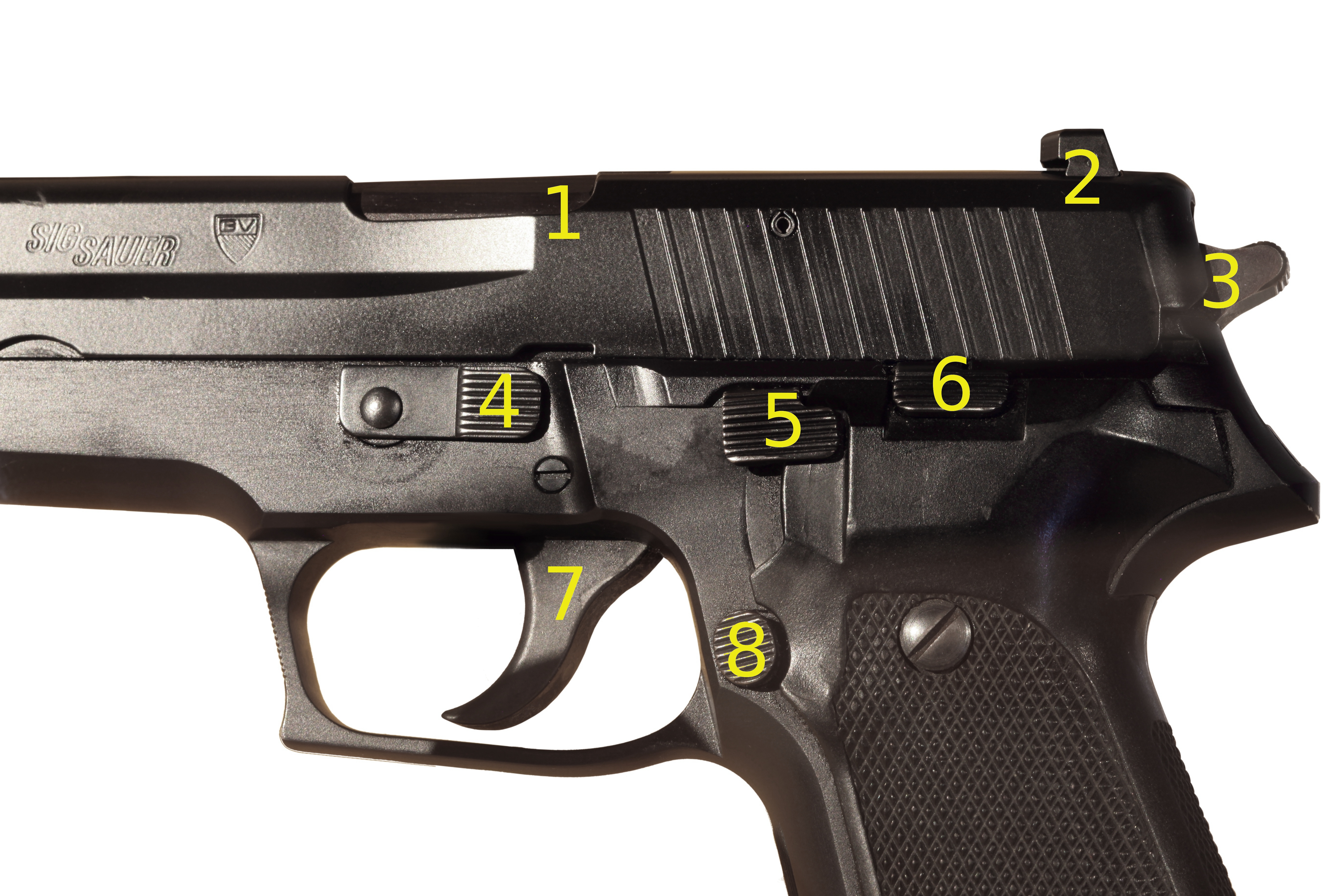
Entspannhebel (Nr. 5), SIG P226

Ein Entspanner (englisch Decocker) ist eine Vorrichtung zum schnellen und gefahrlosen Entspannen des gespannten Abzugs, auch wenn sich eine Patrone im Patronenlager befindet. Die Vorrichtung wird über den Entspannhebel bedient. Dieser ist in der Regel so angebracht, dass er mit dem Daumen der Schusshand erreicht werden kann. Nicht alle Schusswaffen verfügen über den Entspanner, vor allem Revolver. Um so eine Waffe zu entspannen, kann man den Schlaghahn festhalten und vorsichtig den Abzug betätigen. Dann lässt man den Hahn vorsichtig in die Ruhelage zurückgleiten. Dabei besteht die Gefahr, dass der Schlaghahn entgleitet und die Patrone zündet. Aufwändiger, aber sicherer ist es, das Magazin zu entnehmen, die Waffe durchzuladen, um die Patrone aus der Patronenkammer zu entfernen, und schließlich das Abzugszüngel zu betätigen, um den Abzug zu entspannen.
Bei manchen Waffen ist der Entspannhebel ein einzelnes Bedienelement, bei manchen sind die manuelle Sicherung und der Entspanner in einem gemeinsamen Bedienelement realisiert.